# Оливер Куин (Вселенная Стрелы)
Оливер Джонас Куин (англ. Oliver Jonas Queen) — персонаж телесериала «Стрела», основанный на супергерое комиксов DC Comics Зелёной стреле, созданном Мортом Вайсингером и Джорджем Паппом. Персонаж был адаптирован для телевидения в 2012 году шоураннерами сериала Грегом Берланти, Эндрю Крайсбергом и Марком Гуггенхаймом. Постоянным исполнителем роли Оливера Куина является Стивен Амелл. Это стало вторым разом, когда этот персонаж адаптируется для игрового сериала (первым были «Тайны Смолвиля», в которых на протяжении пяти сезонов Оливера Куина играл Джастин Хартли).
Согласно сюжету Оливер Куин — плейбой-миллиардер, который вернулся в родной Старлинг-сити после того, как пять лет провёл на необитаемом острове в результате кораблекрушения и всё это время считался мёртвым. Ночью он надевает костюм мстителя и борется с преступностью. Основной аркой первого сезона был некий список, в котором значатся видные граждане Старлинг-сити, занимающиеся коррупцией и обманывающие простых граждан. В последующих сезонах Оливер в большей степени выступает как борец с любого рода преступниками. Постепенно он развивает в себе стремление не убивать своих противников. До четвёртого сезона Оливер не зовёт себя «Зелёной стрелой», чаще всего просто Стрелой. Смена псевдонима была связана с тем, что Стрела считался мёртвым, поэтому Оливер был вынужден взять другое имя. Он является другом и союзником защитника Централ-сити, супергероя Флэша.
Оливер Куин и его альтер эго также появлялись на страницах цифровых комиксов, сюжетно связанных с сериалом. Кроме того, его можно заметить в сериях-кроссоверах с проектами той же вселенной — «Флэшем», «Легендами завтрашнего дня» и «Виксен».

## Биография

### «Стрела»
Оливер Куин впервые появляется в пилотном эпизоде сериала как плейбой-миллиардер, которого неизвестное судно подбирает на одиноком острове в Южно-Китайском море после того, как он в течение пяти лет считался погибшим в результате кораблекрушения. Вернувшись в Старлинг-сити он воссоединяется с матерью Мойрой Куин (Сюзанна Томпсон), сестрой Теей (Уилла Холланд), лучшим другом Томми Мерлином (Колин Доннел) и бывшей девушкой Лорел Лэнс (Кэти Кэссиди). Однако его друзьям и семье неизвестно, что Оливер получил от своего отца перед его смертью некий список и вернулся в родной город лишь затем, чтобы исполнить обещание — исправить ошибки Куина-старшего. Каждый сезон сосредоточен на том, как Оливер, будучи собой днём, по ночам перевоплощается в линчевателя и идёт помогать жителям города. В своём крестовом походе Оливер использует лук и стрелы и первоначально часто убивал тех. кто причинил другим людям боль, в результате чего у него сложились конфликтные отношения с криминальными лидерами вроде лидера Триад Чайны Уайт (Келли Ху) и наркобарона Графа (Сет Гейбл).
В эпизодах «Одинокий стрелок» и «Одиссея» Оливер вынужден открыть свою тайну своему телохранителю Джону Дигглу (Дэвид Рэмси) и компьютерному специалисту из Куин Консолидейтед Фелисити Смоук (Эмили Бетт Рикардс). Впоследствии оба присоединяются к нему и начинают помогать в борьбе с таинственной организацией, члены которой намерены уничтожить Глейдс, бедный район Старлинг-сити, известный своим высоким уровнем преступности. В конце концов Оливер обнаруживает, что лидером этой организации является отец Томми, Малкольм Мерлин (Джон Барроумэн), и в результате оба становятся врагами. Также каждый эпизод показывает флэшбеки, рассказывающие о времени, проведённом Оливером на острове. В течение первого сезона Куин встречает Яо Фэя (Брайан Манн) и Слейда Уилсона (Ману Беннет), которые учат его выживанию и владению луком, чтобы он помог остановить Эдварда Файрса, намеренного уничтожить китайский коммерческий авиалайнер.
После событий финала первого сезона Оливер вернулся на остров, так как чувствовал вину за успешное разрушение Глейдс и гибель Томми. тем не менее, он решает вернуться, чтобы спасти семейную компанию, а также в честь своего друга прекратить убивать преступников, а вместо этого ловить их. В течение всего сезона Оливера преследует Слейд Уилсон, который также пережил Лиань Ю, и теперь желает, чтобы Оливер Куин пережил то же, что довелось пережить самому Слейду. В конце концов Стрела вынужден бороться с армией сверхсильных солдат, которые служат Слейду и полны решимости разрушить Старлинг-сити. Только команда — Стрела, обученный убийца Сара Лэнс (Кейти Лотц), мечтающий стать мстителем Рой Харпер (Колтон Хэйнс) и члены Лиги убийц — в состоянии остановить эту угрозу. Флэшбеки второго сезона сосредоточились на ухудшающихся отношениях Слейда и Оливера, сыворотке, дающей сверх-силу и неуязвимость, и экипаже корабля Amazo.
В третьем сезоне у Оливера возникает конфликт с лидером Лиги убийц, Ра’с аль Гулом, из-за смерти Сары. Узнав, что Сара погибла в результате того, что Малкольм одурманил Тею и приказал ей убить супергероиню, Куин решает взять вину на себя и вызывает Ра’са на бой. Чуть не погибнув в результате поединка, он, тем не менее, выживает и теперь лидер Лиги убийц преследует его, чтобы сделать своим наследником. После того, как Ра’с смертельно ранил Тею, Оливер решает принять предложение, чтобы воспользоваться Ямой Лазаря и вылечить сестру. В эпизоде «Аль Сах-хим» кажется, что ему промыли мозги и он, отказавшись от имени «Оливер Куин», убивает Ниссу аль Гул, которая также претендует на место лидера Лиги убийц как дочь Ра’са. Однако в серии «Это твой меч» выясняется, что всё это время Оливер лгал Ра’су, чтобы уничтожить Лигу изнутри. В финале сезона Стрела вновь сходится с лидером Лиги убийц в поединке и на этот раз убивает его. После этого он оставляет жизнь супергероя и уезжает с Фелисити, чтобы начать с ней новую жизнь. В течение сезона Лорел и Тея постепенно принимают роли Сары и Роя в команде, становясь Чёрной канарейкой и Спиди соответственно. В флэшбеках показано, что через два года после кораблекрушения Оливер покинул остров и работал на Аманду Уоллер (Синтия Аддай-Робинсон) в Гонконге.
В начале четвёртого сезона Оливер и Фелисити пытаются вести нормальную жизнь в тихом городке Айви-таун, но к ним неожиданно приходят Тея и Лорел с просьбой помочь остановить неких «призраков», терроризирующих их родной город, недавно переименованный в Стар-сити. В конечном итоге обнаруживается, что «призраки» являются рядовыми солдатами организации У. Л. Е. Й., лидером которой является Дэмиан Дарк (Нил Макдонаф). Так как Оливер не может больше действовать как Стрела, он берёт себе новый псевдоним — «Зелёная стрела». Постепенно он становится символом надежды для города и возвращает доверие Диггла. Оливер также решает баллотироваться в мэры Стар-сити. Вскоре Куин обнаруживает, что у него есть сын по имени Уильям (Джек Мур) от его бывшей девушки Саманты Клейтон (Анна Хопкинс). Эта новость усложняет его отношения с Фелисити, угрожает ему как Зелёной стреле, а также может сильно повлиять на предвыборную кампанию. После нескольких нападений Дарка Фелисити парализует ниже пояса (она вернула способность ходить лишь при помощи специального чипа), а Лорел погибла. В результате Оливер не сомневается в поединке с Дарком и убивает его. Тем временем его команда пытается остановить ядерный холокост, устроенный организацией У. Л. Е. Й. Во флэшбеках молодой Куин получает от Аманды Уоллер задание вернуться на Лиань Ю и внедриться в организацию «Теневое копьё».

### Спин-оффы
Кроме «Стрелы» Амелл также появлялся в качестве гостя в различных спин-оффах этого сериала. В пилотном эпизоде телесериала «Флэш» он даёт совет Барри Аллену насчёт того, как быть героем После этого он ещё раз появился в восьмом эпизоде первого сезона, «Стрела против Флэша», в котором он узнаёт о мета-людях и вынужден бороться с Флэшем, который ведёт себя как злодей после воздействия на него силы Роя Биволо. В эпизоде «Атмосфера безумия» он появляется вместе с Огненным штормом чтобы помочь Барри победить Обратного Флэша. Во втором сезоне «Флэша» Оливер появился в первой части дилогии кроссоверов, «Легенды сегодняшнего дня», чтобы противостоять злодею Вандалу Сэвиджу. Также он кратко появляется в пилотном эпизоде «Легенд завтрашнего дня», где уговаривает Рэя Палмера присоединиться к команде Рипа Хантера. В эпизоде «Стар-сити, год 2046» появляется старый Оливер Куин, у которого длинная борода и кибернетический протез руки, что отсылает к облику Зелёной стрелы в комиксах Фрэнка Миллера The Dark Knight Returns и The Dark Knight Strikes Again. В первой серии второго сезона «Легенд завтрашнего дня» Куин помогает Нейту Хейвуду найти и спасти команду Легенд, после того, как они остановили Дэмиана Дарка в 1942 году. Кроме того Оливер Куин как Зелёная стрела стал одним из персонажей серии кроссоверов «Вторжение!». Стивен Амелл также озвучил анимированную версию Оливера в веб-сериале «Виксен».

## Воплощение образа на экране
Стивен Амелл стал одним из первых актёров, которые пробовались на главную роль и по мнению Крайсберга «он попал в точку с самого начала», а «все остальные нужны были лишь для сравнения». Сценарий пилотного эпизода стал первым, с которым Амелл проходил прослушивание, при этом актёр также получил сценарии для пилотов других сериалов этого года. Отчасти Амелл был взят потому, что создатели хотели взять на главную роль нового актёра и избежать любых прямых связей с «Тайнами Смолвилля». Амелл, одетый в свою форму из сериала «Кофейня», начал физическую подготовку в Академии свободных искусств в Резеде (Калифорния). Там он получил уроки стрельбы из лука, в том числе и просмотрел фрагменты из фильмов, в которых эта стрельба из лука показана неправильно или неточно. Для Амелла создание образа Куина также заключалось в том, что он посмотрел многие из предыдущих его воплощений на экране: «Есть Оливер как случайный плейбой, Оливер как травмированный герой, Оливер как задумчивый Гамлет, Оливер как любовник, Оливер как человек действия и др.». Амелл описал свои физические нагрузки как самую большую проблему сериала. По его словам он должен «тратить время в спортзале», чтобы постоянно быть активным на съёмках.

## Развитие персонажа

### Характеристика
В первом сезоне, если это необходимо, Оливер не боится убивать преступников. Дэвид Наттер, режиссёр пилотного эпизода, объяснил это тем, что персонаж вернулся с острова с симптомами посттравматического стрессового расстройства (ПТСР). По мнению Амелла «Это [убийство людей] начинает тяготить Оливера, он больше не [может быть] один. Он должен положиться на кого-то». Актёр описывает своего персонажа как человека, которому в первом сезоне необходимо постоянно бороться с самим собой. Также диагностировав у Оливера ПТСР Амелл считает его «травмированным субъектом», который является «бомбой замедленного действия». Оливер не только совершает хорошие поступки. но в процессе морально деградирует. Актёр также считает, что травмированность персонажа будет давлеть над ним в течение всего сезона, так как он вынужден скрывать от семьи своё новое «я», маскируясь под «богатенького буратино», которым он когда-то был.

### Отношения
У Оливера многократно были романтические отношения с различными женскими персонажами сериала. Он встречался с Лорел до того, как оказался на острове. и недолго в конце первого сезона. Также у него был роман с её сестрой Сарой, которая была на борту яхты в момент, когда она затонула, и полноценные отношения, когда она вернулась живая и невредимая во втором сезоне. Кроме того, в третьем сезоне он признаётся в любви к Фелисити Смоук. Кейти Кэссиди видит в Лорел и Оливере родственные души, которые понимают друг друга лучше, чем кто-либо ещё. По словам Кэссиди Лорел старается видеть в Оливере самое лучшее даже тогда, когда он разыгрывает из себя прежнего плейбоя-миллиардера. Актриса считает, что Лорел рано или поздно узнает, что «Стрела» — это Оливер, потому что она понимает его и верит, что он делает хорошее дело. Стивен Амелл рассматривает Лорел как любовь различных этапов жизни Оливера, но, хотя это всегда будет так, теперь Оливер думает, что Фелисити — та самая единственная.
Если говорить об отношениях с другими персонажами, то отношения Куина с матерью, по мнению Амелла, после его возвращения с острова стали практически соперническими. У семьи Куинов много скелетов в шкафу, с которыми связаны их богатство и роскошный образ жизни, а его возвращение практически угроза этому. Его отношения с младшей сестрой Теей также меняются — до кораблекрушения Тея присматривала за Оливером, так как он был незрелым и беспечным, но в первом сезоне, как Оливер вынужден признать, они фактически меняются ролями.

### Костюм

Оливер надевает данную маску домино в конце эпизода «Три призрака» Продюсеры хотели, чтобы казалось, что она являлась частью костюма с самого начала

Реалистичность подхода к сериалу в том числе касалась разработки одежды для персонажа Оливера Куина, этим занималась костюмер Колин Этвуд. По словам Стивена Амелла костюм должен быть максимально функциональным, а лучший способ достигнуть этого, по его мнению, сделать так, чтобы актёр мог надеть костюм без посторонней помощи: «На мой взгляд, если я могу надеть его сам, то люди купятся. В этом состояла наша идея. Это — наш мир».
Во второй половине второго сезона Оливер заменяет свою «краску на лице» на маску домино, подобно той, которую носил его прототип из комиксов. Эта смена стала частью сюжета, и Крайсберг так прокомментировал это: «Он не просто надевает маску. Это по-настоящему важный элемент сюжета, это действительно заметно в предыстории; важна не только сама потребность в такой маске, но и то, кто её ему дал». После появления маски Крайсберг также добавил: «Технически это то, чего мы добивались, так как Оливер развивается как Стрела — от линчевателя к герою, от облика Стрелы к облику Зелёной стрелы — и мы хотели показать, что его костюм также меняется. Оливер пытается быть героем, а быть героем значит оставить тьму и стать в большей степени символом, а значит Оливеру нужно что-то, чтобы лучше скрыть его личность». Продюсер также отметил, что это «в отличие от постоянного стремления прятаться, позволит Стреле более органично общаться с теми. кто не знает о его личности».
Костюмер Майя Мани при создании маски учла более 50 параметров. Крайсберг похвалил её работу: «Самое замечательное в дизайне, созданном Майей, это его простота, и чувствуется, будто это было частью костюма с самого начала… даже Стивену понравилось, когда мы надели [на него] маску: „Это то, что надо“». В эпизоде «Три призрака» Оливер получает этот элемент костюма от Барри Аллена, которому его знания позволили создать маску, одновременно и скрывающую личность, и достаточно функциональную, чтобы не мешать обзору.

## Отзывы
В 2013 году Стивен Амелл за свою роль Оливера Куина был номинирован на различные телепремии, в том числе на Teen Choice Awards в номинациях «Актёр года: фантастика или фэнтези» и «Прорыв года: Звезда ТВ-сериала» и на People’s Choice Award — в «Любимый актёр ТВ: фантастика или фэнтези». В 2014 году он получил ещё три номинации: «Лучшая актёрская игра — Мужчина» на вручении премии Leo Awards, «Лучшая актёрская игра мужчины в эпизоде ТВ-сериала, вышедшем в 2013 году» — Constellation Awards и «Суперский Супергерой» — Young Hollywood Awards.
Энди Гринывальд из издания Grantland написал. что Амеллу принадлежит «большая часть лавров» от успеха «Стрелы», поскольку актёр привносит в сериал тонкий юмор, скрытый в недрах «личины Холлистера». Гринвальд также добавил, что актёрская игра Амелла делает персонаж Оливера Куина едва ли не более интересным, чем его альтер эго, Стрела. Кен Такер, пишущий для Entertainment Weekly, признал талант Амелла как актёра при просмотре пилотного эпизода: «Амелл как актёр не просто „говорящий шкаф“ — на его лице в нужный момент отображается и удивление, и тревога, и твёрдость духа, даже тогда, когда диалоги неестественны и неуклюжи». Нил Гезлинджер, рецензент New York Times, сказал следующее: «Амелл был просто неподражаем при переходе от плейбоя, которым он был до кораблекрушения, к горящему местью лучнику Зелёной стреле, которым он стал, вернувшись в цивилизацию». Дэвид Вигэнд из San Francisco Chronicle пришёл к похожему выводу, заключив, что у Амелла есть «настоящий талант, позволяющий ему сыграть убедительно как спасённого богача Оливера Куина, так и его альтер эго, Стрелу». Стивен Келли, пишущий для The Guardian, напротив, нашёл Амелла «слишком неуклюжим и неловким» в роли, которая мешала любить его персонажа как «травмированного задиру».

## В других медиа
Персонаж Оливера Куина также появился в цифровых комиксах. связанных с сериалом. Первоначально его можно заметить в комиксе-приквеле, а потом в полноценной серией цифровых комиксов, состоящей из 36 глав и демонстрирующей многие основные сюжетные линии сериала. В 2014 году начала выходить «Стрела 2.5», которая рассказывает о том, что случилось с Оливером между событиями финала второго сезона и тем, что можно увидеть в премьерном эпизоде третьего.
В игре 2013 года Injustice: Gods Among Us для персонажа Зелёная стрела доступен скин, основанный на образе Стрелы из телесериала. Первоначально его могли использовать лишь первые 5 000 участников Боевой Арены, но позднее — любой игрок. Специально для создания скина Стивен Амелл предоставил свои внешность и голос. К игре Lego Batman 3: Beyond Gotham можно скачать пакет дополнений под названием Arrow. Те, кто это сделал, получают возможность сыграть за персонажей «Стрелы», включая Стрелу, Джона Диггла, Фелисити Смоук, Охотницу, Слейда Уилсона, Роя Харпера, Канарейку и Малкольма Мерлина. Также им доступен новый уровень, на котором игрок управляет Оливером Куином, ещё не покинувшим остров Лиань Ю. Стивен Амелл и Синтия Аддал-Робинсон вернулись к своим ролям Оливера Куина/Стрелы и Аманды Уоллер соответственно.
В мае 2015 года Стивен Амелл раскрыл, что с ним вела переговоры студия DC Entertainment в связи с намерением ввести персонажа Оливера Куина в сериал «Константин»; персонаж Мэтта Райана является экспертом по Ямам Лазаря, концепту, уже использованному в сериале «Стрела». В августе 2015 года было объявлено, что Константин (Мэтт Райан) из одноимённого сериала NBC появится в четвёртом сезоне сериала «Стрела», в эпизоде «Загнанный», и станет «союзником на один раз», чтобы «избавиться от последствий воскрешения Сары Лэнс (Кейти Лотц) в Яме Лазаря Рас аль Гула». Так как оба сериала снимались на одной и той же студии, создатели смогли использовать реквизит со съёмок сериала «Константин». Режиссёр эпизодов этого сериала, Дэвид Бедхем, занял режиссёрское кресло на съёмках серии «Загнанный». Гуггенхайм признался, что у всех было такое чувство, будто они «создают полноценный кроссовер между „Константином“ и „Стрелой“, это было настолько захватывающим…. что мы по-настоящему рады, что получили шанс увидеть Мэтта Райана в роли Константина по крайней мере ещё один раз. На мой взгляд, вы сразу заметите, насколько хорошо он вписывается в нашу вселенную. Он не чувствует себя скованным, он чувствует себя замечательно». В августе 2016 года, на вопрос, почему Константин не вернулся в «Стрелу» или любой другой сериал той же вымышленной вселенной, несмотря на положительные отзывы критиков, Берланти ответил следующим образом: «Константин существует в своём определённом мире вселенной DC» и, по мнению продюсера, DC уже «исследовали возможное развитие персонажа в будущем».